# Benxi
Benxi is een stad in de gelijknamige prefectuur in het oosten van de noordoostelijke provincie Liaoning, Volksrepubliek China. Bij de volkstelling van 2020 had de stad 808.221 inwoners, de gehele prefectuur had 1.326.018 inwoners.
Rondom Benxi wordt van oudsher steenkool en ijzererts gedolven en er zijn ijzer- en staalfabrieken van de Benxi Steel Group gevestigd.
Op 26 april 1942 vond in de plaatselijke Benxihu kolenmijn de dodelijkste mijnramp uit de geschiedenis plaats, met ruim 1500 doden. Door een mengsel van gas en kolenstof was er een ondergrondse explosie. De toevoer van zuurstof werd afgesloten om het vuur te doven. De meeste doden vielen door koolmonoxidevergiftiging als een gevolg van het stopzetten van het ventilatiesysteem.